# Motoyama-ji
Shippōzan Motoyama-ji (七宝山 本山寺) est un temple bouddhiste de la secte Kōyasan Shingon-shū situé à Mitoyo, préfecture de Kagawa au Japon. Il a été fondé en 807 sur les instructions de l'empereur Heizei. Hayagriva en est à présent la principale image de dévotion.
Le hon-dō (bâtiment principal) de Motoyama-ji achevé en 1300 est un trésor national du Japon.
Motoyama-ji est le soixante-dixième des quatre-vingt-huit temples du pèlerinage de Shikoku.
En 2015, le il est désigné Japan Heritage avec les 87 autres temples du pèlerinage de Shikoku.

## Liste des bâtiments
- Hon-dō : trésor national du Japon; reconstruit en 1300.
- Sanmon (porte des niō) : bien culturel important du Japon ; de style zenshūyō ; reconstruit en 1147.
- Pagode : reconstruite en 1913.
- Daishidō
- Gomadō
- Chinjudō : propriété culturelle de la préfecture de Kagawa ; reconstruit en 1547 (époque de Muromachi).
- Amidadō
- Jūōdō
- Dainichidō
- Ireidō
- Kyakuden
- Shōrō
- Kuri

## Galerie d'images

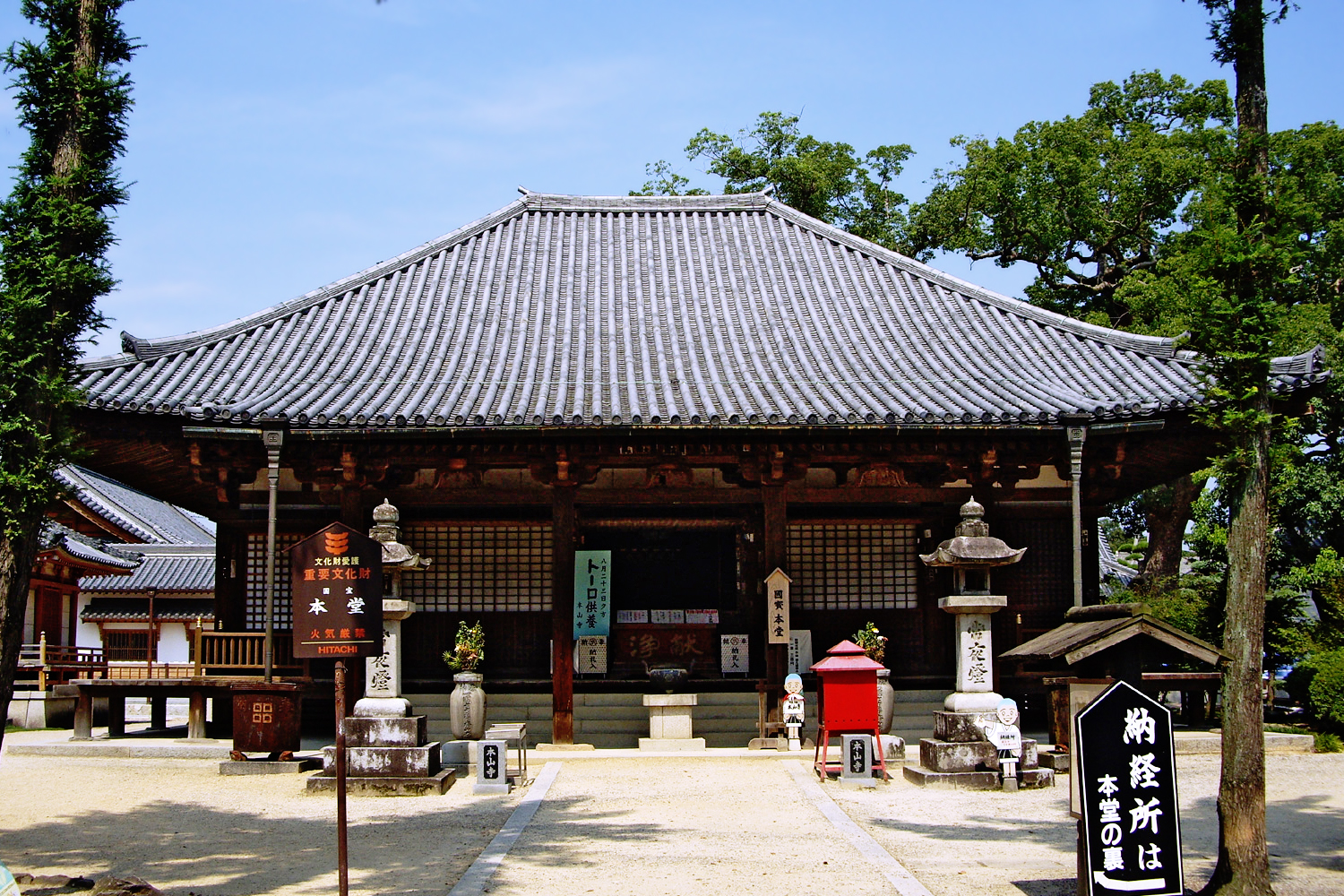
Bâtiment principal.
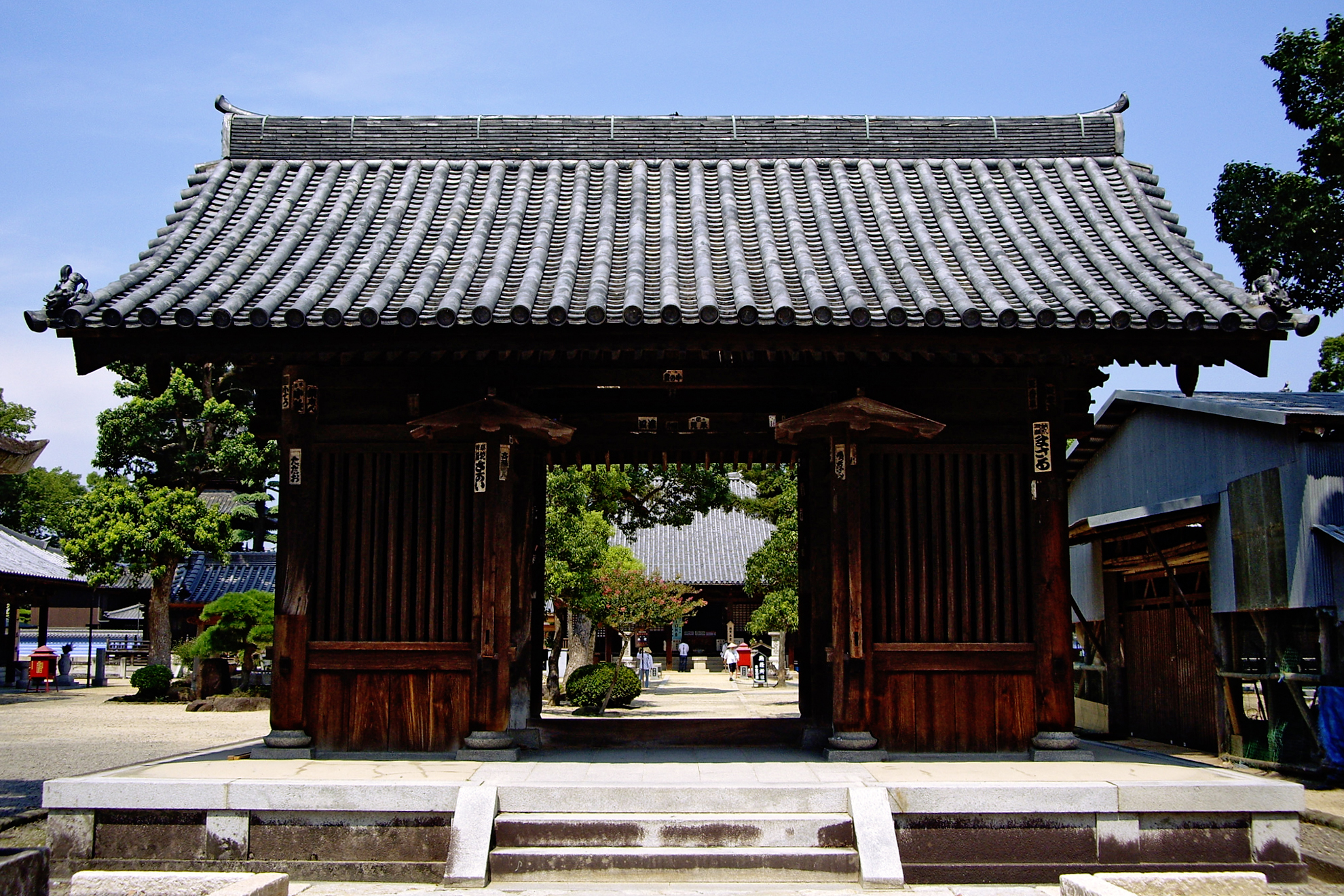
Sanmon (porte nio).
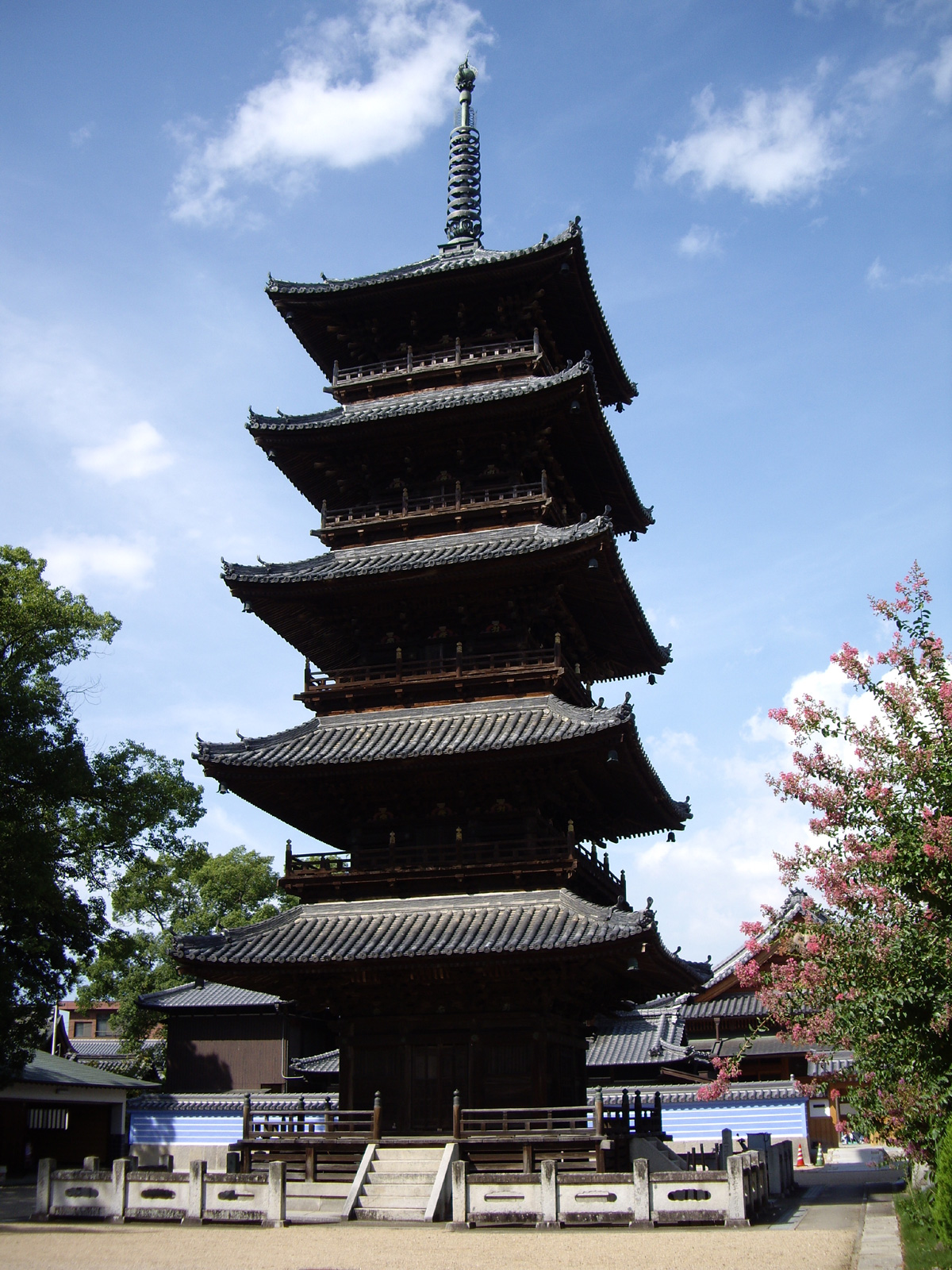
Pagode.
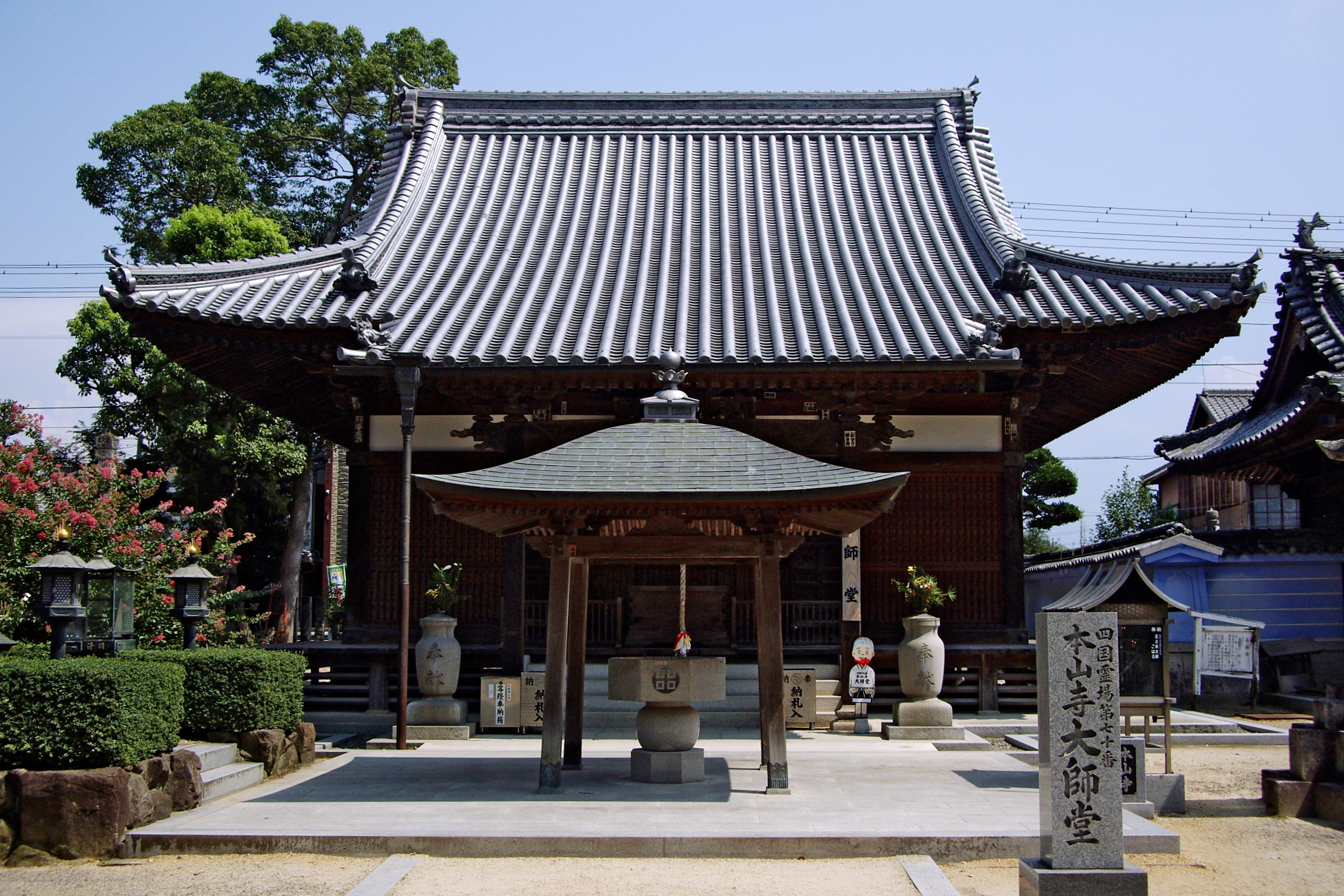
Daishidō.
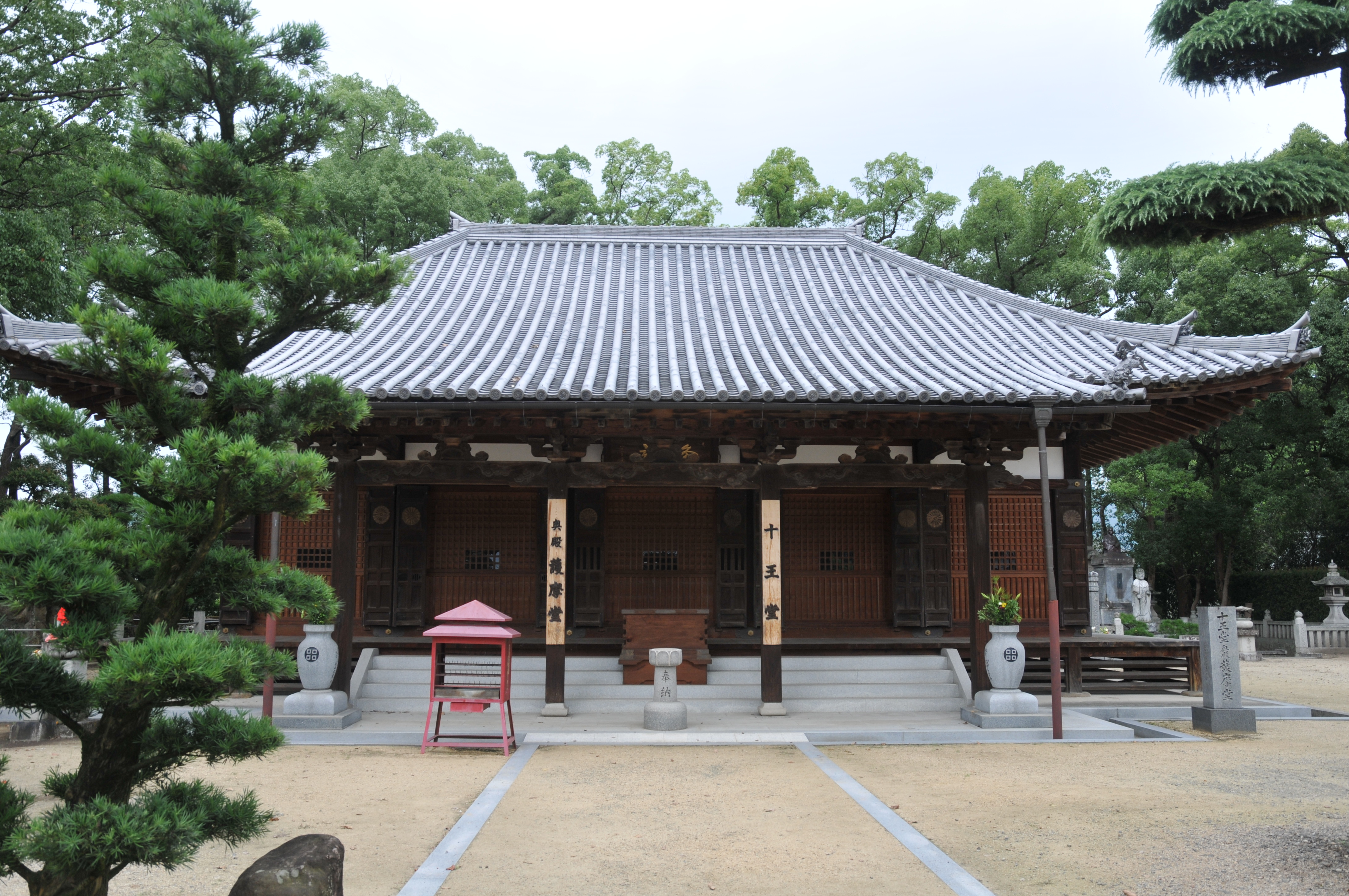
Jūōdō.
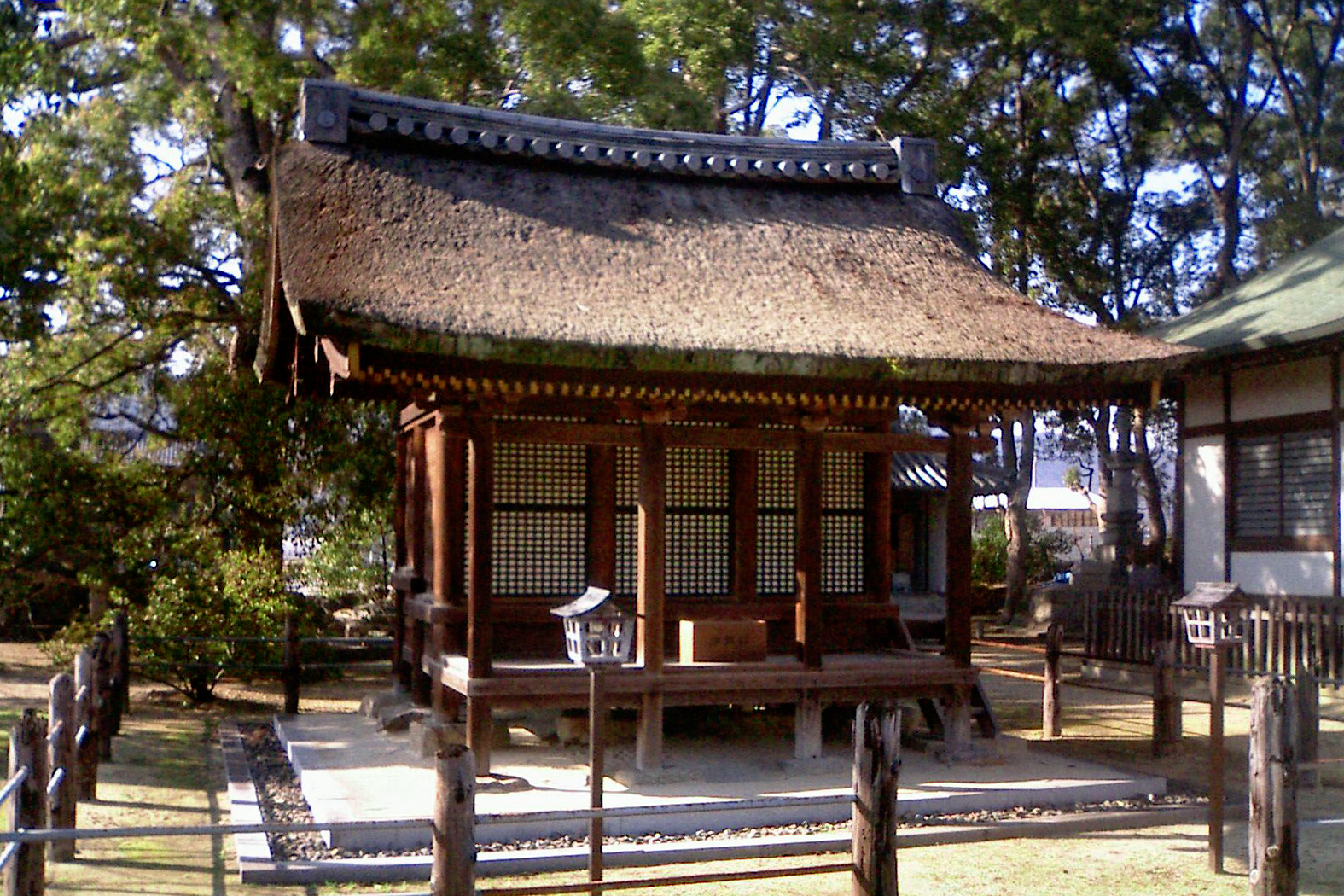
Chinjudō.
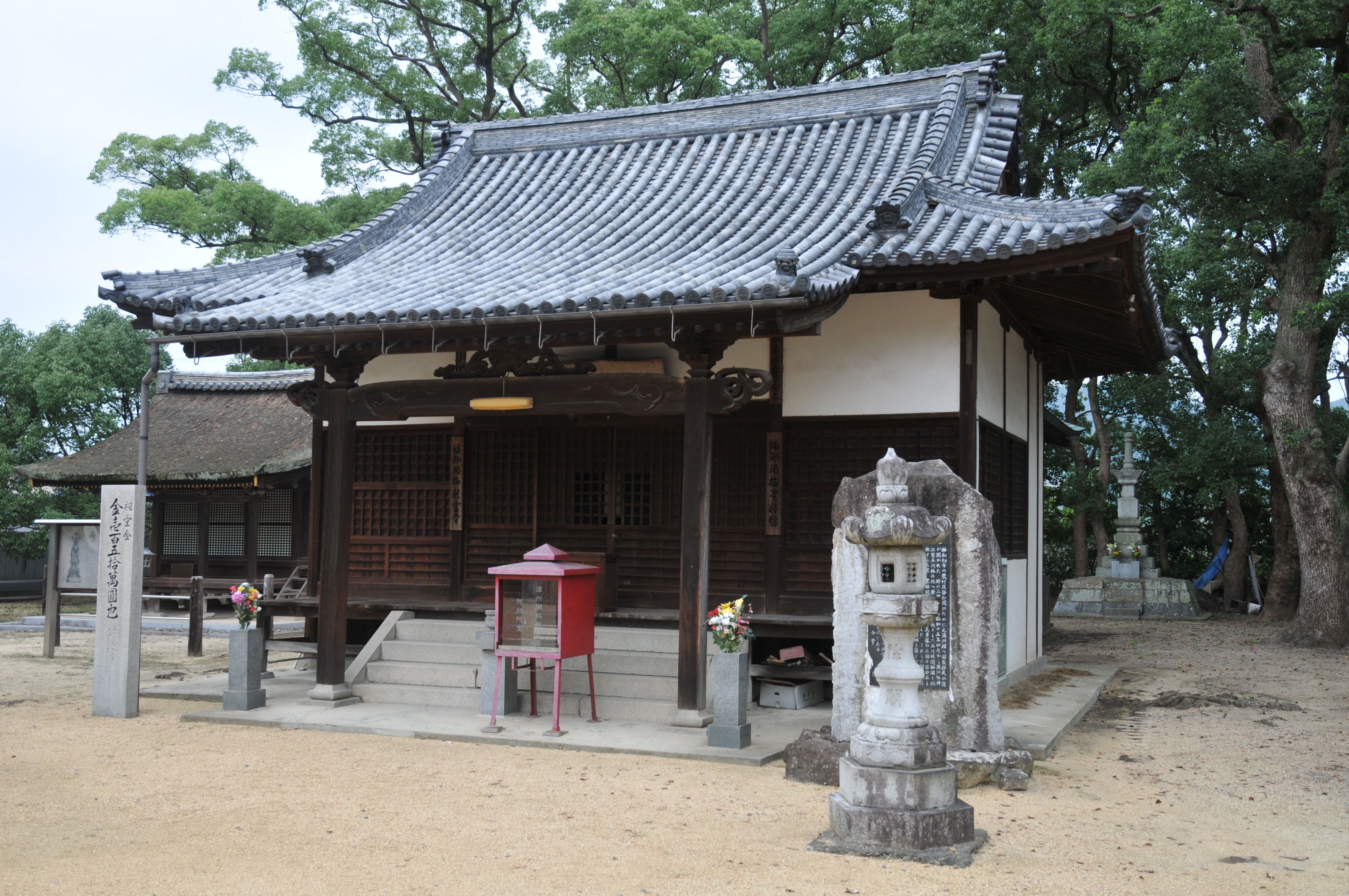
Amidadō.